# Col des Champs
De Col des Champs is een 2087 meter hoge bergpas in de Franse Alpen die de verbinding vormt tussen Colmars en Saint-Martin-d'Entraunes. De pashoogte vormt ook de grens tussen de departementen Alpes-Maritimes en Alpes-de-Haute-Provence. Gewoonlijk is de pasweg van mei tot oktober open voor verkeer.
De Col des Champs is populair als deel van de rondtocht die de pas vormt met de nabijgelegen Col d'Allos en de Col de la Cayolle. De weg op de westzijde van de pas is echter minder goed onderhouden, smaller en bochtiger dan deze twee bekendere bergpassen.

## Wielrennen
De Ronde van Frankrijk passeerde één keer langs de Col des Champs, in 1975. De Belg Eddy Merckx bereikte toen als eerste de top.